# Ореланін
Ореланін — це мікотоксин, що міститься в грибах роду Cortinarius, зокрема в грибі Павутинник оранжево-червоний отруйний. За хімічною будовою сполука є біпіридин N-оксидом.

## Історія
Протягом 1950-х років у Польщі сталася невелика епідемія, під час якої захворіли майже 100 осіб. Причина хвороби залишалася невідомою до 1952 року, коли лікар Станіслав Ґжимала (S. Grzymała) встановив, що усі хто потерпав від хвороби, яка на той час забрала кілька життів, вживали в їжу гриб Cortinarius orellanus.
У 1962 лікар Ґжимала виділив з грибів речовину, яку назвав ореланін, виходячи з латинської назви гриба. Речовина викликала у піддослідних тварин такі ж реакції як і у людей.
У 1973 ореланін був знайдений також у грибах Cortinarius rubellus.

## Хімія
Хімічна будова ореланіну залишалася невивченою до 1970 року коли польські хіміки Антковяк та Ґесснер (Antkowiak i Gessner) визначили, що сполука є диоксидом біпіридину. Ореланіну властива таутомерія, а стабільнішою формою є амінооксид.
Цікавою властивістю ореланіну є його здатність зв'язуватись з іонами алюмінію, утворюючи хелати.

## Токсичність
Біпіридини з іоніованими атомами азоту здатні порушувати життєво важливі окисно-відновні реакції в організмах. Про таку властивість цих сполук було відомо ще до відкриття хімічної структури ореланіну.
У людей отруєння ореланіном має довгий латентний період — зазвичай перші симптоми з'являються не раніше ніж через 2—3 дні після вживання в їжу, а їх тривалість становить у деяких випадках до 3 тижнів. Симптоми отруєння включають: нудоту, блювання, пронос, головний біль та запаморочення, сухість у роті та підвищену спрагу, біль у м'язах, біль у поперековій ділянці; через 7—14 днів — олігурія або анурія внаслідок гострої ниркової недостатності, що є проявом гострого тубулоінтерстиціального нефриту. Хворим, залишеним без медичної допомоги, загрожує смерть.
LD50 ореланіну для мишей становить від 12 до 20 мг на кг ваги тіла; така доза спричиняє летальні наслідки протягом двох тижнів. За існуючими повідомленнями незворотні зміни в нирках здорової людини викликає вживання 100—200 г грибів.

## Лікування
Антидоту проти ореланіну не існує. Рання госпіталізація у деяких випадках може попередити важкі ускладнення і зазвичай запобігає смерті. Лікування передбачає симптоматичну терапію та підтримання життєвих функцій. У важких випадках вдаються до гемодіалізу та трансплантації нирок. Деякі схеми передбачають лікування антиоксидантами та кортикостероїдами, щоб допомогти хворим одужати від ниркової недостатності.